# Токар Хаїм Калманович
Хаїм Калманович То́кар (нар. 15 березня 1889, Біла Церква — пом. 26 серпня 1965, Київ) — український радянський театральний критик, журналіст.

## Біографія
Народився 15 березня 1889 в місті Білій Церкві (тепер Київська область, Україна). Творчу діяльність розпочав у 1918 році. У 1927—1941 роках працював головним редактором газети «Вечірній Київ». Помер в Києві 26 серпня 1965 року.

## Журналістська діяльність
У 1921—1965 роках виступав в українській періодиці, зокрема в журналах «Театр», «Театральна декада» з розвідками, статтями і рецензіями про театри України, діячів культури — Леся Курбаса, Г. Юру, А. Бучму, Ю. Шумського, Н. Ужвій, М. Литвиненко-Вольгемут, І. Паторжинського та інших.